# Baïqonyr (métro d'Almaty)
Baïkonour
Pour les articles homonymes, voir Baïkonour.
Baïqonyr (kazakh : Байқоңыр (Baiqoñyr)) ou Baïkonour (russe : Байконур) est une station de la ligne 1 du métro d'Almaty. Elle est située avenue Abay à Almaty au Kazakhstan.
Elle est mise en service en 2011, avec le premier tronçon du métro.

## Situation sur le réseau
Établie en souterrain, Baïqonyr est une station de la Ligne 1 du métro d'Almaty, située entre la station Abaï, en direction de la station terminus nord (provisoire) Raïymbek batyr, et la station Moukhtar Äouezov atyndaghy teatry, en direction de la station terminus sud (provisoire) Mäskeou.

## Histoire
La station Baïqonyr est mise en service le 1er décembre 2011, lors de l'ouverture à l'exploitation du premier tronçon, long de 7,6 km, de la ligne 1 du métro d'Almaty, entre Raïymbek batyr et Alataou. Elle est nommée en référence au cosmodrome de Baïkonour.